# Lengyel Dénes
Lengyel Dénes (Kisbacon, 1910. augusztus 7. – Budapest, 1987. július 19.) magyar író, irodalomtörténész, pedagógus. Kovács Ágnes (1919–1990) néprajzkutató férje, Benedek Elek (1859–1929) író, költő, újságíró unokája. Fia Lengyel László közgazdász, politológus.

## Élete és munkássága
1932-ben Budapesten tanári oklevelet szerzett magyar-latin-francia szakon. 1935 és 1952 között középiskolai tanár volt Budapesten. 1952 és 1961 között a Központi Pedagógiai Továbbképző Intézet magyar tanszékének vezetőjeként is dolgozott, majd 1970-es nyugdíjazásáig a Petőfi Irodalmi Múzeum helyettes igazgatói tisztségét töltötte be.
Pedagógiai tárgyú írásaiban többek közt az irodalomtanítás módszertani kérdéseivel foglalkozott. Szerkesztette a Nagy Magyar Költők címet viselő sorozatot, valamint népszerűsítette a 19. század ismert alkotóit. Jókai Mór összes művei kritikai kiadásának egyik szerkesztője is volt. Életének nagy munkájaként állította össze, a mai napig sikeresnek számító művét, a Régi Magyar Mondák című könyvet.

## Művei
Megjelent munkái a következők:
- Ovidius és a francia renaissance (Budapest, 1933)
- La Fontaine (Budapest, 1963)
- A fogalmazás tanítása a középiskolában (Budapest, 1965)
- Jókai Mór (Budapest, 1968)
- Benedek Elek (Budapest, 1974)
- Régi magyar mondák (Budapest, 1972)[5]
- Irodalmi kirándulások (Budapest, 1974)
- Magyar mondák a török világból és a kuruc korból (Budapest, 1975)
- Így élt Jókai Mór (Budapest, 1975)
- Kossuth Lajos öröksége. Mondák a 18. és 19. századból (Budapest, 1977)
- Új élet hajnalán (Budapest, 1979)
- Ókori bölcsek nyomában (Budapest, 1981)
- Újkori bölcsek nyomában (Budapest, 1987)
- Emlékezések 1914–1947 (Kolozsvár, 2007)